# Segunda Ofensiva de Jassy-Kishinev
La Segunda Ofensiva de Iasi-Chisinâu (en ruso: Ясско-кишинёвская стратегическая наступательная операция) nombrada así por las dos ciudades que determinaron su área de inicio (Iaşi y Chisináu), fue una ofensiva soviética durante la Segunda Guerra Mundial desarrollada en el mes de agosto de 1944 contra las tropas del Eje, realizada en el este de Rumania.
En esta operación el Segundo y el Tercer frentes ucranianos se enfrentaron al Grupo de Ejércitos Ucrania Sur de la Wehrmacht, que incluía a una parte de las Fuerzas Armadas de Rumania, con el objetivo de destruir a las unidades del Eje y penetrar en el interior de Rumanía. Las operaciones se desarrollaron entre el 20 y el 29 de agosto y durante este periodo los soviéticos lograron destruir a un importante número de unidades germano-rumanas. Al poco de comenzar la ofensiva, y como consecuencia de la incipiente derrota, alguno sectores del Gobierno en Bucarest dieron un golpe de Estado que llevó a que el Reino de Rumania rompiera su alianza con el Tercer Reich y permitiera el avance soviético hacia los Balcanes. El cambio de bando de Rumanía cimentó los planes de la URSS para volverse a anexionar la región rumana oriental de Besarabia, que entre 1940 y 1941 (tras el inicio de la Operación Barbarroja) había estado integrada en la Unión Soviética como la República Socialista Soviética de Moldavia.

## Antecedentes

Frente Oriental desde agosto de 1943 hasta diciembre de 1944.
Avance soviético en la Ofensiva Jassy-Kishinev.

### Contexto histórico
Después de las batallas de Ucrania en 1943 y principios de 1944, el Ejército Rojo ya había alcanzado la frontera con Rumanía de 1941  e incluso se había internado en su territorio. En abril de 1944 las Fuerzas soviéticas lanzaron la Primera Ofensiva de Jassy-Kishinev desde el extremo nororiental de Ucrania para penetrar en territorio rumano, pero al empezar junio el ataque había terminado con una derrota soviética. Pese a esto, como resultado de las derrotas alemanas en la Operación Bagratión, la Stavka soviética planificó un nuevo ataque contra Rumanía aprovechando la mala situación del Grupo de Ejércitos Ucrania Sur de la Wehrmacht y su efectivo aislamiento respecto del Grupo de Ejércitos Centro. La fracasada ofensiva de primavera en Rumanía había provocado que los alemanes concentraran sus mejores unidades en este sector y debilitaran sus fuerzas en Bielorrusia, lo que posteriormente tuvo efectos desastrosos. Pero ahora, el avance soviético a raíz la Operación Bagratión había obligado al jefe del Grupo de Ejércitos Centro, el general Johannes Friessner, a aceptar que la mayor parte de las divisiones Panzer de la Wehrmacht en el Frente oriental se asignaran como apoyo al Grupo de Ejércitos Centro durante la Ofensiva Lvov-Sandomierz. Esta operación se desarrolló un poco más al norte del Frente rumano y provocó una mayor penetración de las unidades rusas en Polonia. Así pues, en agosto de 1944 el Grupo de Ejércitos Sur de Ucrania apenas contaba con tres unidades de tanques: la 13.ª División Panzer, la 10.ª Panzergrenadier y la 1.ª División blindada rumana.

### El plan de ataque soviético
El 15 de julio el alto mando ordenó los comandantes de los dos frentes que debían participar en la campaña que preparasen sus planes de ataque. El objetivo era la destrucción del Grupo de Ejércitos del Sur de Ucrania. Rodión Malinovski propuso un avance en la dirección de Vaslui-Focsani, por el noroeste de Iaşi. El ataque continuaría hacia esta ciudad y más tarde a lo largo de la línea Iaşi-Vaslui-Felciu. Las fuerzas de Malinovski debían arremeter contra las defensas enemigas en la unión entre las divisiones rumanas alrededor de Targul Frumos (4.º Ejército) y las alemanas cercanas a Iaşi (8.º Ejército). Una segunda fuerza debía atacar a lo largo del valle del Prut y separar a las unidades rumanas y alemanas al oeste del 6.º Ejército. Al alcanzar la línea Bacau-Vaslui-Felciu, el 2.º frente de Malinovski debía encerrar a las fuerzas enemigas en una bolsa centrada en Iaşi y Kishiniev gracias al avance simultáneo del 3.er frente de Tolbujin, que cerraría la bolsa por el este. Tobuljin, por su parte, propuso avanzar por sorpresa desde la cabeza de puente cercana a Tiraspol, donde la dificultad del terreno complicaría el avance pero donde los alemanes y rumanos no esperaban el asalto. El avance se realizaría en dirección a Husli, junto al Prut, y no directamente contra Kishiniev. A pesar de lo complicado de la maniobra, este plan tenía dos ventajas fundamentales: suponía el camino más corto para enlazar con el 2.º frente y evitaba tener que cruzar el Dniéster bajo fuego enemigo. El plan se presentó al alto mando soviético el 31 de julio, durante una reunión donde se ultimaron los detalles de la ofensiva.
Finalmente, Malinovki debía avanzar a lo largo de la línea Iaşi-Vaslui-Felcui con cuatro ejércitos, tres de infantería (el 27.º, 52.º y 53.º) y uno de tanques (el 6.º). Malinovski debía tomar Bacau, Vaslui y Husi y asegurar el cruce del Prut, además de cooperar con Tolbujin en la eliminación de la bolsa creada por su avance. Su flanco oeste quedaría cubierto por el 5.º cuerpo de guardias de caballería, que debía avanzar hacia Piatra. Tolbujin, por su parte, avanzaría con tres ejércitos (57.º, 46.º y 37.º) a lo largo de la línea Opach-Selemet-Husi y alcanzaría la formada por Leovo, Tarútino y Moldavka. A continuación, continuaría avanzando hacia Reni e Ismail y cortaría la retirada alemana al Prut y al Danubio. A la vez, debía cooperar con la Armada para tomar el delta del Danubio y eliminar a las unidades rumanas que defendían la zona.
En total, Malinovski contaba para el ataque con seis ejércitos de infantería, uno de tanques, uno aéreo y tres cuerpos de ejército (55 divisiones de tierra, 11 de artillería y morteros, 8 aéreas, con 11 000 cañones y morteros, 1283 tanques y cañones autopropulsados y cerca de 900 aviones); Tolbujin con cuatro ejércitos de infantería, uno aéreo y dos cuerpos mecanizados (37 divisiones de tierra, dos brigadas de infantes de marina, 6 de divisiones de artillería, 6 aéreas, 8000 cañones, cerca de 600 tanques y 1000 aviones).

## Ejércitos enfrentados

### Las fuerzas soviéticas

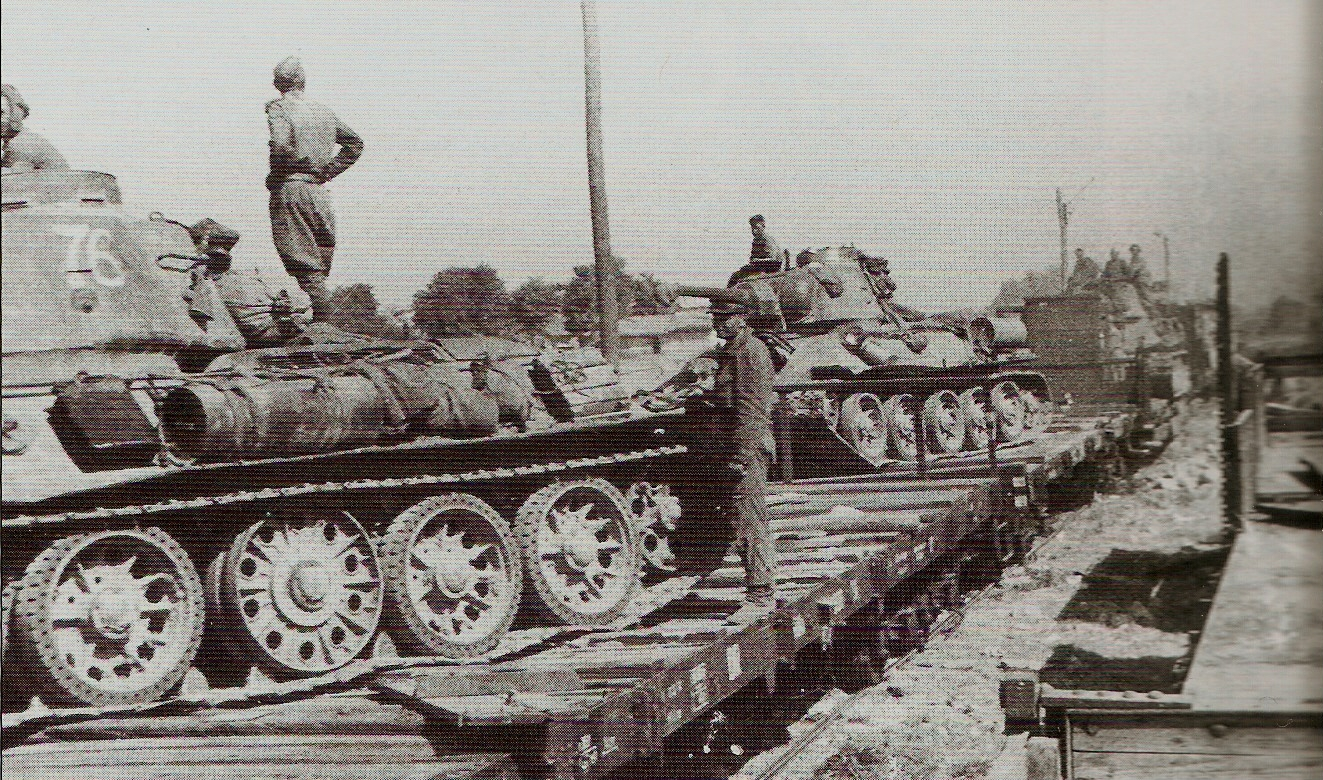
Tanques soviéticos T-34 transportados por ferrocarril.

La orden del alto mando soviético de comenzar la ofensiva en el sur se dio el 2 de agosto. La orden, que afectaba al II frente ucraniano de Malinovski y al III de Tolbujin, ponía en marcha una ofensiva que involucraría a cerca de un millón de hombres y una gran cantidad de armamento. La ofensiva debía coordinarse estrechamente con los ataques más al norte donde otros cinco frentes habían alcanzado el Vístula a principios de agosto tras los combates de junio y julio. En las últimas dos semanas los ejércitos del norte habían avanzado cerca de 480 km y se acercaba el momento de detener la ofensiva y preparar el asalto a la capital alemana. Este requería la aniquilación de las poderosas fuerzas alemanas de los flancos, en el Báltico y en los Balcanes. Tras atacar a los tres grupos de ejército alemanes más al norte, le llegó el turno al Grupo de Ejércitos del Sur de Ucrania. Los dos frente rusos que debían participar en el ataque a las posiciones germano-rumanas habían estado a la defensiva desde la fracasada ofensiva enemiga de mayo alrededor de Iaşi. Durante los combates más al norte, tuvieron que ceder importantes unidades a otros frentes.
A pesar de que el alto mando había prohibido el refuerzo del 52.º Ejército que había recibido los embates principales en mayo, el comienzo de los combates más al norte durante el verano había favorecido a los ejércitos soviéticos del sur por el traslado de fuerzas alemanas al norte. Los alemanes habían enviado doce divisiones del sur —seis de ellas acorazadas— al frente bielorruso. Su posición era delicada, entre la concentración de fuerzas soviéticas y las poco fiables unidades rumanas, cada vez más dispuestas a abandonarles.
Un problema al que hubieron de enfrentarse los mandos del II y III frente fue la gran cantidad de nuevos reclutas recibidos de las zonas recientemente recuperadas, 265 000 en el caso del III y 80 000 en el del III, que hubieron de recibir instrucción militar y política en corto espacio de tiempo.

### Las fuerzas germano-rumanas
Las fuerzas al mando del coronel general Friessner se componían de dos grupos de ejército: el Grupo Wöhler (que incluía al 8.º Ejército alemán, el 4.º rumano y el XVII Cuerpo alemán, en total catorce divisiones rumanas y siete alemanas) concentrado principalmente entre el río Siret y el Prut, y el Grupo Dumitrescu (con el 6.º Ejército alemán y el 3.º rumano, en total siete divisiones rumanas y diecisiete alemanas) que cubría el frente del Prut al mar. En total, Friessner contaba con cerca de seiscientos mil hombres, cuatrocientos tanques y ochocientos aviones. La disposición de las unidades, con la mezcla de fuerzas rumanas y alemanas, y la marcha de importantes fuerzas acorazadas al norte, debilitaron, no obstante, la posición de Friessner. Las fuerzas acorazadas del 8.º Ejército alemán quedaron reducidas a dos formaciones móviles y la 20.ª División Panzer.
A las veinticuatro divisiones alemanas de regulares, Friessner podía añadir otros cincuenta y siete mil hombres de diverso origen: unidades SS, defensa aérea, infantería de marina, etc. No podía contar, sin embargo, con el 1.er Ejército rumano, con cuatro divisiones, que el Gobierno de Bucarest envió a vigilar la frontera húngara. Los húngaros controlaban los puertos de montaña de los Cárpatos al norte, pero los rumanos tenían en su poder los del sur.

## Desarrollo

### El frente
El frente quedaba dividido en dos sectores por el Prut: de Cornesti a Husi se desplegó el 8.º Ejército alemán y el 4.º rumano. Para cubrir la crucial brecha de Focsani-Galatz, que conducía a Ploiești y Bucarest, el general Wöhler desplegó en la zona tres divisiones rumanas (entre Târgu Frumos y Iaşi) y lo más escogido del 8.º Ejército alemán (en el valle del Siret), además de otro grupo de tropas alemanas cubriendo Iaşi; desde Cornesti al mar Negro se colocó el Grupo Dumistrecu, al mando del general rumano del mismo nombre, que dirigía el 4.º Ejército rumano. Este grupo se concentró principalmente en la defensa de Kishiniev, pero contaba con escasas reservas —dos divisiones. Por otra parte, las unidades germano-rumanas contaban con la protección del Dniéster al noreste de Kishiniev y las colinas al noroeste de la ciudad, que facilitaban la defensa. Los soviéticos solo contaban con dos cabezas de puente al oeste del río: en Grigoriópol al este de Kishiniev, y en Bendery, frente a Tiráspol, que los defensores creían controladas. Esta última estaba constituida por terreno pantanoso dominado por posiciones alemanas en terreno más elevado.

### Comienzo de la batalla
El 20 de agosto a las 6:00 a. m., la artillería del II frente ucraniano comenzó el ataque previsto, mientras que la del III frente hacía lo propio dos horas más tarde. El primer día, las fuerzas soviéticas penetraron bastante las líneas alemanas al noroeste de Iaşi, quince kilómetros a lo largo de un sector de más de veinte, en parte gracias al intenso bombardeo previo que causó graves daños al dispositivo de defensa germano-rumano. A medio día, las unidades acorazadas entraron en acción y alcanzaron la tercera línea de defensa alemana; los intentos de contener el ataque fueron vanos. Al final del primer día de la ofensiva, los soviéticos calculaban las pérdidas enemigas en cinco divisiones y tres mil prisioneros. Las unidades rumanas contiguas al 8.º Ejército cedieron rápidamente y fueron aniquiladas por el atacante. Las desesperadas peticiones de retirada del general rumano al mando de las unidades fueron rechazadas.

La campaña rumana en el norte.

El 21, Malinovski continuó el ataque a lo largo del Prut, empujando en su avance a las unidades rumanas en retirada y poniendo el peligro las posiciones del Grupo Wöhler. Mientras el 52.º Ejército marchaba sobre Iaşi y luego Husi para enlazar con las unidades del III frente de Tolbujin, el 27.º y el 6.º de tanques continuaban cerrando la pinza y el 7.º de guardias guardaba el flanco.
El III frente, por su parte, también logró abrirse camino y nuevamente en parte gracias a la efectividad del bombardeo previo. La tarde del día 20 los ejércitos 37.º y 46.º se abrieron paso a lo largo de un sector de 40 km. A pesar de la resistencia alemana, las unidades rumanas cedieron, y las reservas quedaron agotadas el primer día de la ofensiva. Confundidos por el ataque de Tobuljin desde una posición inesperada, los defensores no pudieron impedir que los tres ejércitos de Tolbujin atravesasen el Dniéster. El 21 el alto mando indicó que la principal tarea de los dos frentes involucrados en la ofensiva era la eliminación de la bolsa de Kishiniev.
El 22, ante el avance ruso, las unidades cercadas abandonaron Iaşi y comenzaron la retirada hacia el sur, pero los soviéticos ya estaban para entonces cerrando la pinza e impidiéndoles escapar.
En el estuario los infantes de marina prepararon el terreno para el desembarco de ocho mil soldados de infantería y equipo pesado con el que tomaron la ciudad de Akkerman tras escasa resistencia rumana y la retirada de una de las dos divisiones alemanas desplegadas en la zona. La operación permitió además que los soviéticos cercasen al 3.er Ejército rumano.
El 23, cinco cuerpos de ejército alemanes se hallaban cercados en la bolsa al este del Prut, diez divisiones se refugiaban en los bosques al sur de Kishiniev y el 3.er Ejército rumano se encontraba también completamente rodeado por las fuerzas soviéticas. La rapidez del ataque soviético había desorganizado las líneas de abastecimiento alemanas. Las unidades soviéticas no solo habían alcanzado el Prut, sino que se dirigían rápidamente hacia la «brecha de Focsani» y la capital rumana.

### Golpe de Estado en Bucarest

El frente rumano de marzo a finales de agosto de 1944. En rojo, los avances de las unidades soviéticas; en amarillo, los de las rumanas; en azul, las unidades del Eje y la situación del frente.

El hundimiento militar de las tropas alemanas en Iaşi causó alarma en los círculos gubernamentales del Reino de Rumanía, mientras el descontento de los militares rumanos respecto a la alianza con Alemania se agravó al no poder sostener la Wehrmacht una defensa a ultranza del territorio rumano. Ese mismo día, un golpe de Estado encabezado por el rey Miguel deponía en Bucarest a Ion Antonescu y se proclamaba la rendición incondicional a los Aliados; el monarca ordenó a las unidades rumanas dejar de combatir a los soviéticos. Los partidarios de Antonescu no ofrecieron mayor resistencia y ese mismo día se instauró en Bucarest un nuevo Gobierno rumano presidido por Constantin Sănătescu; la intención evidente era sacar a Rumanía del Eje, cambiar de bando y declarar la guerra al Tercer Reich, y de ese modo evitar las destrucciones y pérdidas de territorio que este país sufriría al ser tratado por la URSS como un país vencido. Hitler, obsesionado por las actividades de Tito en Yugoslavia, confiaba el día anterior en una reunión sobre la delicada situación balcánica en que los rumanos se enfrentarían a los soviéticos hasta el final, y no previó el golpe de mano en Bucarest. El cambio de bando rumano facilitó el cruce soviético del Danubio y de los Cárpatos e impidió contener su avance en el sureste europeo. A pesar de la total sorpresa, los alemanes confiaban al principio en poder retirarse a una nueva línea defensiva que incluyese las zonas petrolíferas y poder retomar la capital rumana y aplastar el golpe. A pesar de los esfuerzos alemanes, ninguna unidad rumana mantuvo la alianza con Berlín. El intento de implantar un Gobierno alternativo con Horia Sima a la cabeza fracasó.
La madrugada del 24, el comandante alemán en Bucarest anunciaba la inminente recuperación de la capital gracias a la llegada de una división alemana pero a mediodía fieros combates, el asedio a edificios alemanes en la capital y el suicidio del embajador germano auguraban la derrota del intento. A las 11 a. m. 150 aviones alemanes bombardeaban la capital para apoyar el intento de retomar la ciudad y nuevos refuerzos avanzaban hacia ella desde Ploesti. El bombardeo no logró subyugar la ciudad. Mientras en la capital se libraban intensos combates, los soviéticos cerraban la pinza interior de la bolsa con la unión de sus dos frentes y el 5.º Ejército de choque tomaba Kishiniev. Esta bolsa, que trataba desesperadamente de alcanzar la brecha de Focsani antes que las avanzadillas soviéticas, contenía dieciocho divisiones alemanas.

### Se consuma el desastre alemán

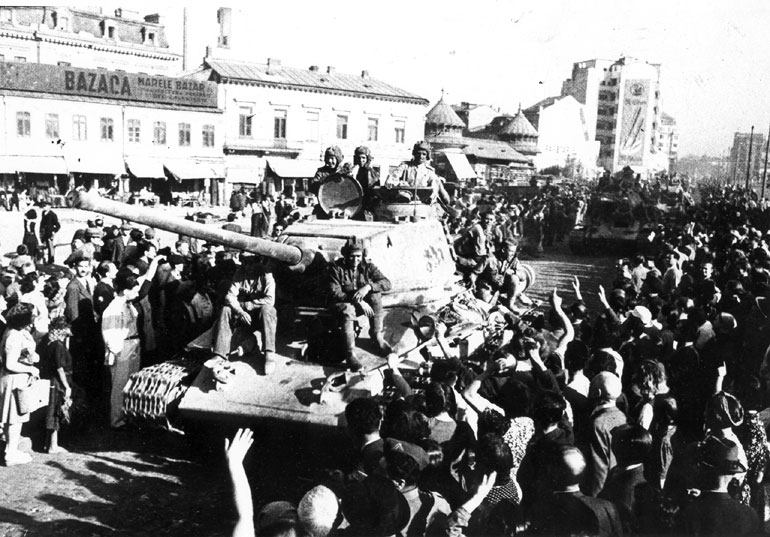
El Ejército Rojo entrando en Bucarest, el 31 de agosto de 1944.

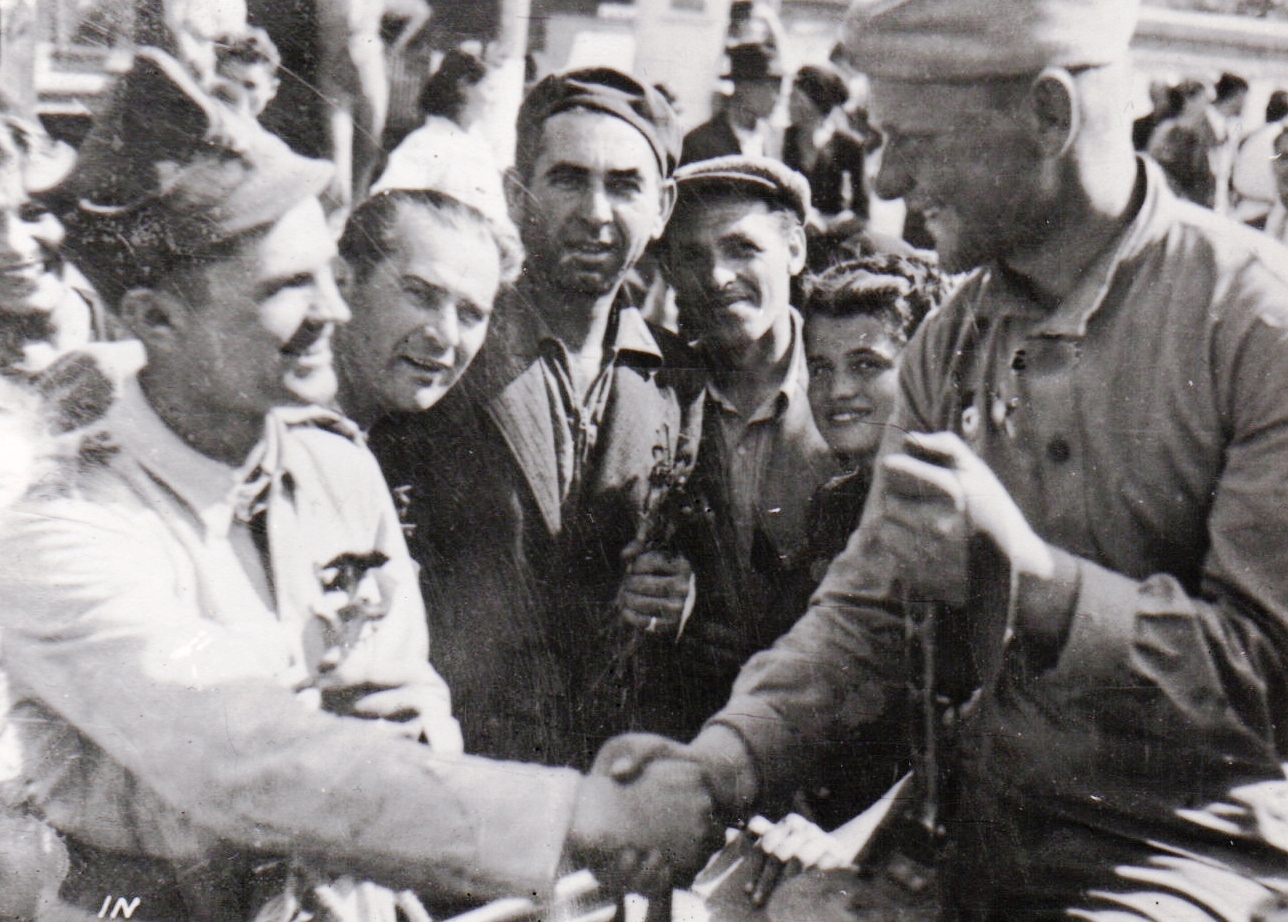
Soldado soviético recibido en Bucarest por los civiles rumanos.

El 26, las autoridades rumanas declaraban la guerra a Alemania. Ese mismo día, Tolbujin completaba la conquista de la Besarabia meridional. Las dos divisiones alemanas destinadas a cubrir Focsani no pudieron detener el avance de Malinovski, pero dos cuerpos de ejército (70 000 hombres) sí lograron zafarse del cerco soviético por un fallo táctico de los mandos soviéticos, que retiraron una unidad clave para sostener el cerco. Las unidades alemanas amenazaron temporal pero seriamente la retaguardia de Malonovski y su 52.º Ejército. Los alemanes trataban de alcanzar los Cárpatos y los soviéticos tuvieron que recurrir a fuerzas de reserva para tratar de impedirlo.  El ataque final alemán para tratar de ganar los puertos de montaña se dio el 29 de agosto, al que se opuso la 25.ª División de guardias. Este consiguió detener el ataque alemán y únicamente veinticinco mil soldados lograron escapar, atravesar sus líneas, para toparse con el 27.º Ejército, mientras que otros treinta y ocho mil fueron hechos prisioneros.
El alto mando soviético y el alemán se concentraron entonces en controlar Husi, el primero para cerrar el cerco a las unidades rumano-germanas en retirada y el segundo para lograr esta mediante el cruce del Prut en los alrededores de la población. Forzados a abandonar las posiciones fortificadas del Siret y con la ruta hacia Focsani bloqueada por el rápido avance soviético, las fuerzas defensoras se hallaban ya el día 24 en una posición desesperada.
A comienzos de septiembre, el alto mando alemán dio el 6.º Ejército por perdido, con cinco cuerpos de ejército y dieciocho divisiones. Los soviéticos calcularon que habían capturado 98 000 prisioneros y causado 100 000 muertos a los alemanes entre el 20 y el 31 de agosto. Para entonces los alemanes carecían ya de fuerzas relevantes en territorio rumano. Para entonces los soviéticos habían tomado Constanta (29 de agosto), se acercaban a la frontera búlgara y se dirigían con dos ejércitos (el 40.º y el 7.º, ambos de guardias) hacia Brasov. Por las mismas fechas la toma de Ploesti supuso también la captura de tres o cuatro divisiones alemanas más. Un intento rumano por parte del general Constantin Sănătescu de detener el avance soviético y permitir que las fuerzas rumanas acabasen con las alemanas en territorio rumano fue rechazado por el alto mando soviético, que ordenó la entrada en la capital rumana para el 31 de agosto.
Nuevas órdenes supusieron la separación del II y del III frente: mientras este se dirigía hacia Bulgaria manteniéndose al este de Giurgiu, el primero se dividía en dos y enviaba parte de sus fuerzas (los ejércitos 40.º, 7.º y un grupo de caballería mecanizada) a los Cárpatos orientales mientras que otra (el 27.º, 53.º y 6.º ejércitos) se dirigía hacia los Cárpatos meridionales. Las fuerzas de Fiódor Tolbujin se dirigieron hacia el sur y se estacionaron en el valle del Danubio, con la intención de invadir Bulgaria.

## Consecuencias

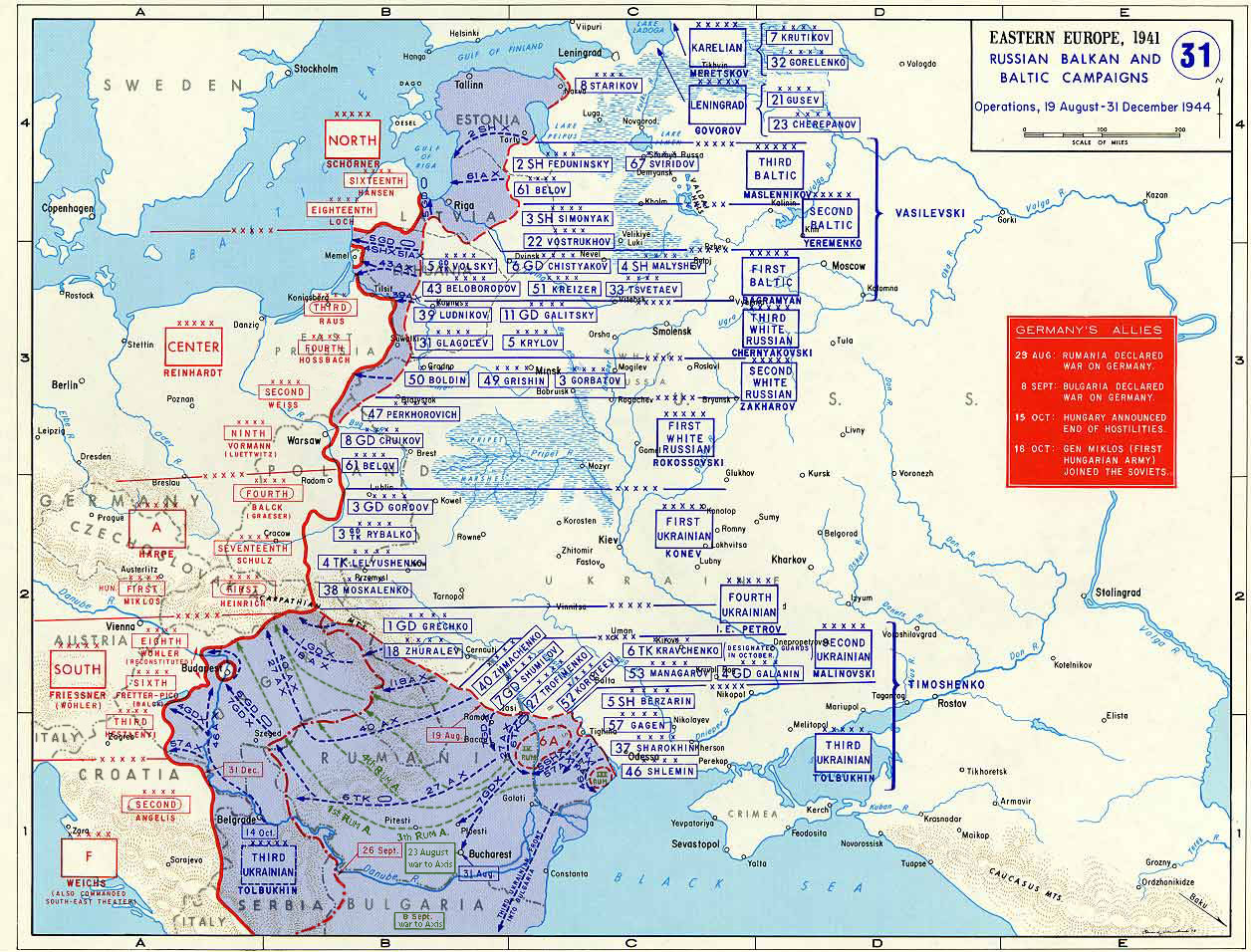
Avances soviéticos hasta fines de 1944, en el sector sur se aprecia el avance del Ejército Rojo sobre Rumania.

El triunfo soviético durante la 2.ª Ofensiva Jassy-Kishinev provocó que Rumania abandonara precipitadamente al Eje y cambiara de bando, transformándose en país beligerante contra la Alemania nazi desde el 23 de agosto de 1944; como resultado de esta transformación, las tropas rumanas intervinieron durante el resto de la Segunda Guerra Mundial enviando divisiones a combatir al lado del Ejército Rojo, participando en las campañas soviéticas en territorios de Hungría y Austria. De igual forma el nuevo gobierno rumano declaró nulo y sin valor el Segundo arbitraje de Viena que había sido fijado por el Tercer Reich en 1940 y había concedido a los húngaros una parte importante de Transilvania.
El cambio de bando de Rumanía causó en su vecina Bulgaria el temor a una invasión soviética, y motivó el nombramiento de un nuevo gobierno búlgaro el 2 de septiembre, a efectos de seguir manteniendo la neutralidad hacia la URSS, y al mismo tiempo, retirar a Bulgaria de la alianza con las Fuerzas del Eje para evitar la entrada de tropas soviéticas en su territorio. Forzando la decisión búlgara, la URSS declaró la guerra a Bulgaria el 5 de septiembre, con las tropas del Ejército Rojo cruzando el Danubio e invadiendo suelo búlgaro al día siguiente; las fuerzas búlgaras recibieron la orden de no oponer resistencia mientras las divisiones soviéticas tomaban los puertos de Varna y Burgas en apenas tres días, aunque sin penetrar en el resto del territorio búlgaro. La crisis se resolvió cuando estalló un golpe de Estado en Sofía el 9 de septiembre y se formó un nuevo Gobierno búlgaro de carácter antialemán; de inmediato Bulgaria pidió la paz a la URSS y a los Aliados occidentales, declarando la guerra a Alemania.
El permiso de tránsito otorgado por Rumania permitió a las tropas soviéticas alcanzar el territorio de Yugoslavia a inicios de octubre, con el fin de atacar a las tropas alemanas que aún resistían allí. No obstante, para la fecha de la llegada de las divisiones del Ejército Rojo a suelo yugoslavo, los partisanos  del mariscal Tito habían ocupado la mayor parte de Serbia, el Banato, Voivodina, y Bosnia, expulsando de allí a los alemanes, por lo cual la asistencia de las fuerzas soviéticas a los partisanos yugoslavos resultó mucho menos decisiva. No obstante, la llegada de los soviéticos a Bulgaria y la retirada búlgara de la región histórica de Macedonia (devuelta a Yugoslavia), motivó a que desde inicios de septiembre las tropas alemanas estacionadas en Grecia acelerasen su retirada hacia el norte para evitar ser sitiadas por el avance soviético.

## Memoria
- diorama "Jassy-Kishinev operación" (1982 - 1990, 800 m²)[23] - el último diorama creado en la URSS